# Combate de Paso de Mercedes
El combate de Paso de Mercedes fue librado el 18 de julio de 1865 por la escuadra brasileña al forzar el paso controlado por las fuerzas invasoras paraguayas en las costas de la provincia de Corrientes, Argentina.

## Antecedentes
El 11 de junio de 1865, la pequeña flota paraguaya al mando del comodoro Pedro Ignacio Meza fue derrotada por la escuadra del Imperio del Brasil al mando de Francisco Manuel Barroso da Silva en la Batalla del Riachuelo.
El resultado del combate fue estratégicamente decisivo para el de la guerra. Paraguay quedaba bloqueado y sus recursos sólo podían disminuir con el tiempo, los aliados eran libres de abastecer y trasladar libremente sus tropas y la columna paraguaya del Paraná al mando del general Wenceslao Robles veía amenazada su línea de comunicaciones.
Robles detuvo su avance en el río Santa Lucía y tras recibir órdenes de Francisco Solano López inició su repliegue hacia Corrientes.
Por su parte, los brasileños podrían haber avanzado para cortar las comunicaciones de Robles aislándolo en el territorio de la provincia de Corrientes, con lo que las fuerzas paraguayas hubieran quedado divididas en tres cuerpos aislados, pero Barroso prefirió sin embargo permanecer reparando averías menores al sur del Riachuelo.

## Paso de Mercedes
El comandante paraguayo José María Bruguez decidió entonces ubicarse entre la ubicación de la escuadra imperial y la boca del estuario de manera de cortar sus comunicaciones, por lo que movió sus baterías a Punta Mercedes, unos 15 km al norte de Empedrado (Corrientes), a la altura del kilómetro 1157 del río Paraná. 
En la posición elegida el río tenía menos de 2 km de ancho y las barrancas, de unos 20 m de altura, le permitían dominar el paso con su artillería. 
Bruguez contaba con 22 cañones de 4 a 18, y 2 de a 32 que recibió después de la acción del Riachuelo. Estaba apoyado por tres batallones de infantería al mando del mayor Aquino y un escuadrón de caballería, un total de 3000 hombres.
Al tener noticias del movimiento de flanco, Barroso temió verse efectivamente cortado de su base de operaciones y ordenó retroceder río abajo. 
Su escuadra estaba compuesta de los vapores Amazonas (buque insignia), Ivahy, Apa, Ipiranga, Majé, Iguatemy, Beberibé, Araguary, Parnahyba, Mearim, Belmonte e Itajaí.
El 18 de julio los brasileños cruzaron el paso soportando un fuerte cañoneo y fuego de fusileria paraguayo.
En la acción tuvieron 14 bajas: 2 muertos (uno de ellos el comandante del Beberibé Joaquim Bonifácio de Sant'Ana) y 12 heridos.
Una vez superado el obstáculo, Barroso continuó hasta el km 1120 del Paraná, 20 km al sur del Empedrado, y fondeó en el Chimbolar, donde se le reunió el vapor argentino Guardia Nacional.
Bruguez por su parte, levantó nuevamente sus baterías y se dirigió una vez más río abajo hasta Punta Cuevas, 25 km al sur de la localidad correntina de Bella Vista. Barroso repitió su reacción y allí se produjo el 12 de agosto de 1865 el Combate de Paso de Cuevas.